# ثورة مضادة
الثورة المضادّة كما حدّدها علماء السياسة منذ أيام الثورة الفرنسية عام 1789، تشير إلى الحركات التي ترفض ثورة ما، فتعمل على إعادة الأمور أو المبادئ السابقة إلى ما كانت عليه قبل الحِقبة الثورية.. فعي بهذا المعنى، يمكن أن تكون سلبية أو إيجابية. هي سلبية، إذا ما أرادت وقْف مسيرة التطوّر. وهي إيجابية، إذا ما عملت على إعادة الأمور إلى نصابها، مثلاً كاستئناف العمل بالقواعد الدستورية، والديمقراطية.

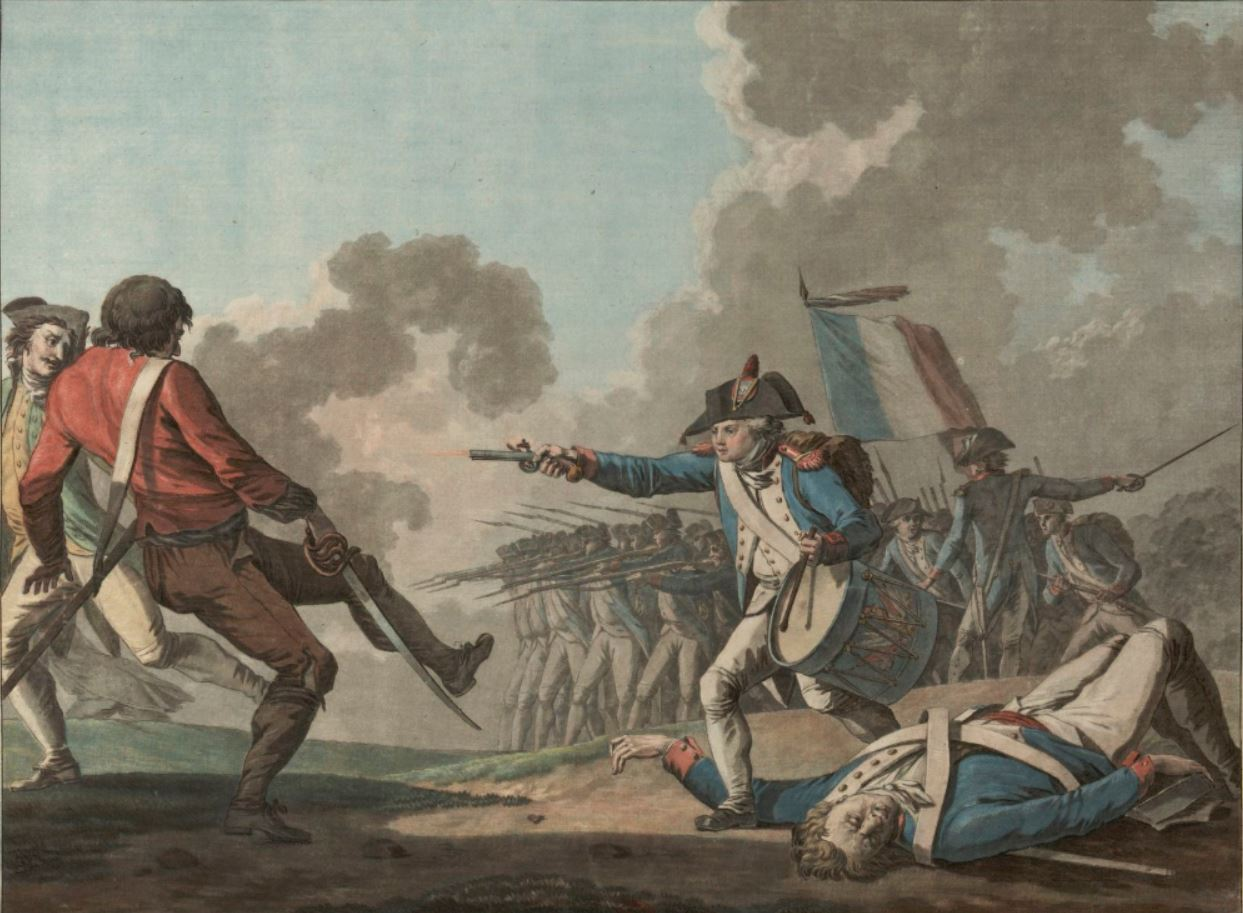

الثورة المضادة هي معارضة ثورة، بالذات وأولئك الذين يحاولون بعد ثورة الانقلاب عليها أو عكسها بالكامل أو جزئيًّا. تلك ما ويكون من شأنها إذا نجحت إبطال ما أحدثته الثورة الأولى من أعمال
ويرتبط المصطلح بالأفراد والحركات التي تحاول استعادة الأوضاع أو المبادئ التي سادت في فترة «ما قبل الثورة» 
الثورة المضادة قد تكون إيجابية أو سلبية في نتائجها؛ اعتمادا -بشكل جزئي- على الشخصية المستفيدة أو المتطفلة على الثورة التي يتم عكسها
فعلى سبيل المثال، النصر المؤقت لأجيس الرابع وكليومينس الثالث في إسبارطة القديمة في إسترداد دستور Lycurgus of Sparta عُد من بلوطارخوس على أنه ثورة مضادة بمنطق إيجابي. خلال الثورة الفرنسية، رأي اليعاقبة أن في الثورة المضادة في Vendée سلبية بوضوح

ويُقال أنَّه:
إذا كانت الثورة هي التمرد الشعبي على السلطة المستبدة، فإن الثورة المضادة كما جرى تحديدها وممارستها، هي التمرد (الذي يُدعم بفئات شعبية، أو عبر انقلاب عسكري) على سلطة شعبية

## كل ثورة يكون لها في الغالب ثورة مضادّة
هذا من طبائع الأمور، لأن من البديهي أن تقوم أطراف الأمر الواقع في أي نظام بالدفاع عن سلطتها، ومصالحها بكل الوسائل الممكنة.
أما احتمال نجاح أو فشل الثورات المضادّة، فيعتمد بالدرجة الأولى على عاملين إثنين:
1. مدى قدرة أصحاب الثورة على الدفاع عن ثورتهم من خلال تحصينها بالدّعم الشعبي الكامل لها (وهذا ما فعلته الثورات الفرنسية، والأمريكية، والصينية، والفيتنامية).
2. توافر الظروف الخارجية الملائمة لنجاح الثورة (كما حدث لثورات 1848 التي لم تحز على ظرف خارجي مُلائم، على عكس الثورتيْن، الأمريكية والفرنسية).

## نماذج الثورات المضادّة في التاريخ

### الثورة المضادّة للملكيين الفرنسيين
الثورة المضادة الفرنسية، اتخذت طابع الصراع الإقليمي، الذي شمل أوروبا كلها، فبعد انتصار الثوار الفرنسيين على الملك لويس السادس عشر عام 1789، وإعلانهم تحويل فرنسا ملكية دستورية، تداعت قوى عديدة لوأد الثورة الوليدة. وكان من ضمن هذه القوى:
1. الملك لويس السادس عشر، الذي غدر بالثوار أكثر من مرة، رغم أنهم لم يكونوا يسعون لنهاية حكمه، بل لتقييد سلطته المطلقة. ثم حاول الملك لويس الهرب للاستعانة بالخارج على شعبه، فحطم آخر فرصة للتلاقي والحلول الوسط مع الثوار.
2. بعض النبلاء الفرنسيين الرافضين للتنازل عن «التفاوت الطبيعي» الذي اعتادوه، وفلول رجال الملك الهاربين من وجه الثورة. وقد لجأ بعض هؤلاء إلى دول الجوار الأوربي، وشكلوا جمعيات معارضة للثورة في الحواضر الأوربية المجاورة لفرنسا، ثم تعضدت هذه الثورة المضادة بالعديد من رجال الكنيسة الكاثوليكية الفرنسية، الذين لم يسلِّموا بفقدان ثروتهم الطائلة وجاههم العريض، وشجعهم على ذلك بابا روما، الذي كان يعارض تحويل كنيسة فرنسا «كنيسة وطنية»، وأصرَّ على استمرار تبعيتها له في روما.
3. الملكيات الأوربية التي أصابها الهلع من عدوى الثورة الفرنسية، حيث حشدت هذه الملكيات الأوربية قوتها لوأد الثورة الفرنسية في مهدها.

وقاد الثورةَ المضادةَ الأوربية، امبراطور النمسا ليوبولد الثاني، شقيق ماري آنتوانيت زوجة الملك الفرنسي، فاستنفر الملوك الأوربيين لإنقاذ «الملكية الفرنسية»، وأصدر هو وحلفاؤه الأوربيون «إعلان بيلنيتز» دعما لملك فرنسا. وتأسس حلف عسكري عريض من الملكيات الأوربية ضد فرنسا الثورية، وضم الحلف بريطانيا، والنمسا، وبروسيا وهولاندا، وإسبانيا، وسردينيا. لكن كل ذلك لم يُجد نفعا، ولم ينقذ ملك فرنسا وزوجته من المقصلة.

### الثورة المضادة في بريطانيا العظمى
انتهج ملك بريطانيا جيمس الثاني 1685، نهجا استبداديا استفزازيا في التعاطي مع شعبه، فبالغ في مطالبة البرلمان بفرض الضرائب الفاحشة لتمويل حروبه وتطوير جيشه، وطالب البرلمان بإلغاء «قوانين اختبار العقيدة» التي تضمن أن لا يكون أي موظف حكومى كاثوليكيا. وحين رفض البرلمان كلا الطلبين علق جيمس عمل البرلمان، وتجاهل القوانين السائدة، وملأ بلاطه وإدارته بالكاثوليك، واستقبل (فرديناندو دادَّا) سفيرا دائما للبابا في بلاطه. ثم عين لجنة دينية موالية للتمكين للكاثوليك في الدولة والمجتمع، وكان من أول قراراتها أن عزلت أسقف لندن البروتستنتي هنري كومبتون.
وفي عام 1686 أصدر الملك جيمس الثاني، إعلانا استفزازيا يتمنى فيه لو كان جميع سكان مملكته كاثوليكا، وأمر جميع رجال الدين (وغالبيتهم بروستانت)- أن يقرأوا هذا الإعلان من فوق منابر كنائسهم. وحينما رفض سبعة من الأساقفة الأنجليكان قراءة الإعلان على كنائسهم أمر باعتقالهم. وفي نفس الظروف ولد لجيمس الثاني ابنُه جيمس فرانسيس أدوارد، فعمَّده كاثوليكيا.
وبعد بضعة أيام من تعميد ولي العهد المفترض كاثوليكيا، كتب سبعة سياسيين بريطانيين إلى أمير هولندا وليام أوف أورانج، وهو زوج ابنة الملك جيمس الثاني (ماري) وسليل الأسرة البريطانية المالكة من جهة أمه، بحيث يحثونه على التدخل لإنقاذ بريطانيا. فغزا ويليام بريطانيا ببحريته، وانضم إليه قسم من الجيش البريطاني، ومن النبلاء البريطانيين، بسبب ضعف الثقة في الملك جيمس الثاني.
واقتحم ويليام لندن يوم 19 ديسمبر/كانون الأول 1688، وهرب الملك جيمس الثاني، إلى فرنسا الكاثوليكية، العدو التقليدي لبريطانيا، ليموت هناك. ثم التحقت ابنته ماري بزوجها ويليام، ليتم تتويجهما ملكا وملكة لبريطانيا، لكن على أساس عقد اجتماعي وسياسي جديد.

### الثورة المضادة الأميركية
وفي أميركا اتخذت الثورة المضادة وجه الحرب الامبراطورية الخرقاء، إذ لم يكن الأميركيون يرون أنفسهم أكثر من مواطنين بريطانيين يعيشون بعيدا عن موطنهم. لكن بريطانيا استمرت في طغيانها، ففرض ملك بريطانيا جورج الثالث، ضرائب فاحشة على رعاياه الأميركيين، بعد حرب الأعوام السبعة مع فرنسا التي أنهكت ميزانيته.
وردا على هذا التصرف المنافي للأعراف السياسية السائدة بين المستعمرات الأميركية والوطن الأم، تقدم قادة المستعمرات البريطانية في أميركا بالتماسات عدة إلى ملك بريطانيا، يسترحمونه ويؤكدون على ولائهم له، ويطالبون بإلغاء الضرائب. ولكن بعد يأس من الملك وشد وجذب معه، أعلن قادة المستعمرات البريطانية في أميركا استقلالهم عن بريطانيا في مؤتمرهم القارّي 1775-1776، وتأسيس جمهوريتهم الخاصة.
وسرعان ما أصر جورج الثالث على موقفه، وبدلا من البحث عن حل وسط يحفظ به وحدة امبراطوريته، ويُبقي بيدها مستعمراتها الثرية في أميركا الشمالية، أعلنها حربا انتهت بهزيمته بعد ثمانية أعوام من المواجهات الدموية، وباعتراف بريطانيا راغمة باستقلال أمريكا، في معاهدة باريس عام 1783. وهكذا دفع جورج الثالث، بعناده وسوء حساباته الأميركيين إلى بناء هوية موحَّدة فيما بينهم، والانفصال عن الامبراطورية البريطانية.

### الثورة المضادة في النمسا
في الإمبراطورية النمساوية، حدثت ثورة ضد نابليون، المسمية التمرد التيرولي في عام 1809. بقيادة مدبر تيرول أندرياس هوفر.
قاتل 20.000 من المتمردين التيروليين بنجاح ضد قوات نابليون. ومع ذلك، تعرض «هوفر» في نهاية المطاف للخيانة، بموجب معاهدة شونبرون، مما أدى إلى حل قواته، وتم القبض عليه، وإعدامه في عام 1810.

### الثورة المضادة في أسبانيا
كانت الحرب الأهلية الإسبانية في بعض النواحي ثورة مضادة. والملكية، والقومية وحدوا قواهم ضد الجمهورية الإسبانية (الثانية) في عام 1936.
رأى المناهضون للثورة أن الدستور الإسباني لعام 1931، يعد وثيقة ثورية تتحدى الثقافة والتقاليد والدين الإسباني. على الجانب الجمهوري، يمكن أيضًا اعتبار أعمال الحزب الشيوعي الإسباني ضد التجمعات الريفية معادية للثورة.
بدأت قضية كارلية مع حرب كارلية الأولى في عام 1833 واستمرت حتى الوقت الحاضر.

### الثورة المضادة في الصين
استخدم حزب الكومينتانغ المناهض للشيوعية في الصين مصطلح «معاد للثورة» للإستخفاف بالشيوعيين، والمعارضين الآخرين لنظامه.
كان شيانج كاي شيك، زعيم حزب الكومينتانغ، وهو المستخدم الرئيسي لهذا المصطلح. كما استخدم الكومينتانغ، وشيانج كاي شيك، كلمات مثل: «الإقطاعية»، و«المضادة للثورة»، كمرادفات للشر، والتخلف، وأعلنوا بفخر أنهم ثوريون.
دعا تشيانج أمراء الحرب الإقطاعيين، وكذلك أنصار الكومينتانغ للقضاء على الإقطاعيين المعادين للثورة. أظهر تشيانج غضبًا شديدًا عندما تم وصفه بأمير الحرب، بسبب دلالاته السلبية الإقطاعية.
كما سحق شيانغ تجار شنغهاي، وسيطر عليهم في عام 1927، وحصلوا على قروض منهم، مع تهديدات بالقتل أو المنفى. بعد ذلك تم القبض على التجار الأغنياء، والصناعيين، ورجال الأعمال، من قبل تشيانغ، واتهمهم بأنهم «مناهضون للثورة»، وبالشيوعية، واحتجزهم، حتى دفعوا الأموال إلى الكومينتانغ.
كما فرض شيانغ مقاطعة معادية لليابان، وأرسل وكلاءه لطرد متاجر أولئك الذين باعوا مواد يابانية الصنع وتغريمهم. كما تجاهل التسوية الدولية المحمية دوليًا، ووضع أقفاصا على حدودها وهدد بوضع التجار فيها. كما أتاح تحالف الكومينتانغ مع العصابة الخضراء، بتجاهل حدود الامتيازات الأجنبية.
منذ عام (1927م)، الذي شهد انهيار الوحدة بين القوميين والشيوعيين، وبعد أن هزم (الكومينتانغ) ملاك الأراضي، ووحدوا البلاد تحت سيطرتهم بدعم من الإمبريالية والاستعمار العالمي، تحولوا للقضاء على الشيوعيين، وبدأت الحرب الأهلية بين الكومينتانغ، والحزب الشيوعي الصيني، حيث هاجم شيانج كاي شيك معقل الشيوعيين في 1924م في جيانجزي، فاضطروا للفرار لتبدأ المسيرة الكبرى الشهيرة، وعلى مدى ستة آلاف ميل من التراجع من جيانجزي إلى بلدة يانان، في إقليم شانزي بأقصى الشمال، وخسر الحزب الشيوعي الصيني، في هذه المعركة أكثر من سبعين ألفاً من جنوده ومقاتليه ومن الناس الذين كانوا يرافقونه من النساء والأطفال.
في عام (1937م) غزت اليابان الصين، مما اضطر الأخوة الأعداء، لتجديد التحالف فيما بينهم، بتشجيع من القوى الجمهورية في البلاد ومن الكومنترن، وفي تلك الفترة زادت قوات الجيش الأحمر لتصل إلى مليون جندي ومقاتل وبسط (ماو) سيطرة الحزب الشيوعي الصيني لتصل إلى حوالي (100) مليون صيني، وفي أوسع جبهة وطنية وجماهيرية صينية لمواجهة الغزو الياباني، وتولى (ماو) قيادة الحزب الشيوعي الصيني في هذه المرحلة .
وبعد عام واحد من هزيمة اليابان وانسحابها، دخل الحزب الشيوعي الصيني والكومينتانغ بقيادة شيانج كاي شيك، في حرب أهلية جديدة، حُسِمت في عام 1949م بهزيمة القوميين، وهروب شيانج كاي شيك إلى تايوان، وأصبح ماو تسي تونغ رئيس الحزب الشيوعي الصيني ورئيس جمهورية الصين الشعبيةالوليدة، ورئيس اللجنة العسكرية التي تقود جيش التحرير الشعبي.

## الثورة المضادة في سوريا
التظاهرات العفويّة التي انطلقت في شوارع درعا ، ومن ثمّ في حمص وغيرها من المدن السّوريّة، صادرتها تيّارات سياسيّة إسلامويّة وعلى رأسها الإخوان المسلمين، وتنظيم القاعدة، وركبت موجة الاحتجاجات لتديرها وفق أهوائها، ولتغدو سوريا ساحة لتصفية الحسابات، والاقتتال المذهبيّ، والطائفيّ بين المجموعات العسكريّة المتعدّدة، ثمّ لتربط مصيرها بدول إقليميّة، غذّت التطرّف ومدّتها بكافة وسائل وأساليب تصفية الثورة، حتّى أضحت الأخيرة ضحيّة تقاذفها اللاعبون الإقليميّون والدوليّون وفق مصالحهم وإستراتيجيّاتهم.
إنّ أحد أساليب «الثورة المضّادة»، هي أن محاسبة الشعب واعتباره “مذنباً” يستحقّ “التأديب” والعقاب، حتّى يخنع لإرادة القوى التي تُعدّ نفسها المحرّك الرئيسيّ للثورة، وكذلك رفض كلّ الأصوات الأخرى، وبأنّها تعدّي على الثورة، وبالتالي يحقّ لها “محاسبتها” وفق قوانينها “الثورويّة” التي وضعتها هي.
ومن الأمثلة على ذلك:
- جبهة النصرة، وضعت لنفسها “فقهاً شرعيّاً” أجازت لنفسها محاسبة كلّ من يخالفه ولتنزل به أسوأ العقوبات في حال رفضه الامتثال لتلك الإرادة، واعتبرت ذلك حقّاً “إلهيّاً” منحه إيّاها “الشرع” الذي تحكم به، حيث تسقط كافة القوانين والتشريعات أمام “التشريع الإلهيّ السّماويّ”.
- فيما تنظيم داعش تجاوز كلّ النصوص “الفقهيّة والشرعيّة” وحتّى الوضعيّة في معاقبة المجتمعات، واستئصالها من جذورها، للقضاء على كلّ ما هو حيّ، وذو صلة بالإنسانيّة في تاريخها وحاضرها وحتّى مستقبلها، أي حكمت على الشعوب والمجتمعات بالموت.

### الإخوان المسلمين، وركوبهم موجة الثورة
حيث استغل الإخوان المسلمين الثورة السورية، وادعوا أنهم قيادتها، فأطلقوا منذ البداية شعارات تحتوي على بعد أيديولوجي ديني إسلامي، اتخذ من مسألة الحرية الفضفاضة في دلالاتها، والحاكمية لله، ومن رمز الرسول، والصحابة، شعارات لها، بدلاً من برنامج عمل، وأهداف واضحة تماماً، لما هو مطلوب أو مراد من هذه الثورة، كما أنهم أطلقوا على أنفسهم اسم معارضة بدلا من ثوار، لتغيير المسار الثوري، وخدمة لتوجههم السياسي المعارض للحكم في سوريا.
لذلك اشتغل من كان وراء تحريك هذه الثورة من الداخل والخارج، على استغلال الوعي الديني المتجذر والمشوه في عقليّة المواطن السوري، وبالتالي تحريك هذا المواطن نحو أهداف ضبابية غير واضحة المعالم، وهذا ماساهم في انتشار الفوضى، التي تجلت في تشكل الجماعات والفرق الإسلامية المسلحة، ودخول أو إدخال القوى الإسلامية المتشددة إلى سورية من كل حدب وصوب، بغية إقامة الخلافة الإسلامية.
وهذا ما ساهم في تضارب المصالح والأهداف منذ البداية ما بين القوى الدينية والقوى العلمانية من جهة، وهي التي راحت تقول بأن الثورة قد انحرفت عن أهدافها وصودرت، وبين هذه القوى الإسلامية من داخل الكيان السوري والقوى الوافدة من الخارج، على المصالح والأهداف أيضاً من جهة ثانية، هذا مع تأكيدنا على استغلال الدين الإسلامي أبشع استغلال من اجل تحقيق مصالح وأجندات داخلية وخارجية، عبر فتاوى لا تمت إلى الإسلام بصلة، الأمر الذي أساء للإسلام والمسلمين العقلانيين عموماً. فمسألة نكاح الجهاد، والذبح بالسكين، واستخدام السوط في محاسبة المخالف لتعاليم الإسلام كما فهمهما هؤلاء، ثم فرض سلوكيات وقيم تجاوزها الزمن وغير ذلك من ممارسات،  تركت عند الكثير من المسلمين والعلمانيين وحتى عند أصحاب الديانات الأخرى ردود فعل تجاه الإسلام وعقيدته، على انه إسلام قتل وذبح ودعارة وظلم، وليس إسلام محبة ورحمة وإنسانية وأخلاق.

### الثورة المضادة في سورية، أمريكية الصنع، روسية التنفيذ
عندما حدثت الثورة السورية ضد الدكتاتور المدعوم أمريكيا .. وظهرت بوادر نجاحها اجتماعيا وسياسيا، كانت ردة الفعل الأمريكية (بعد أن حفظت درسها من العراق، وأفغانستان) هي اتباع سياسة بثلاثة مسارات:
- النقد الصريح، والمعلن لانتهاكات حقوق الإنسان، والمطالبة بإصلاحات ديمقراطية.
- إرسال إشارات سرية، دعم لعصابة النظام الحاكم.
- تبحث عن نخبة بديلة، يمكن أن تحل محل النظام القائم، وتحافظ على أجهزة الدولة وأنظمتها الاقتصادية، وتدعم مصالح أمريكا الاستراتيجية الامبريالية.

ففي السياسة الأمريكية، لا توجد علاقات إستراتيجية دائمة، بل فقط مصالح امبريالية، أي المحافظة على أجهزة الدولة العميلة، وعندما يقترب الخطر من مؤسسات الدولة وأجهزتها ..حينها تقوم بتدبير الاغتيالات للحكام الغير راغبين في الإصلاح أو التنحي، أو توفر لهم ملاذا آمنا بالخارج، أو تمارس الضغوط على البعض الآخر، من أجل تقاسم السلطة .. فكل من يعتقد بوجود علاقة إستراتيجية بينه وبين واشنطن فهو وأهم، ومصيره إلى محرقة التاريخ.
أما عن موعد إجراء هذه التعديلات على العصابة القرداحية، فتتوقف حسابات واشنطن على عدة معايير: 
- قدرة العصابة القرداحية على الصمود في وجه الثورة الشعبية، وقمعها عسكريا قبل أن تتمكن من تغير النظام، وجهاز الدولة.. سواء بتحالفها مع إيران، أو حزب الله اللبناني، أو روسيا.
- قدرة وقوة القوات المسلحة، والأجهزة الأمنية وولائها.
- وجود تحالف بديل، مرن ومطواع، تحت مسمى (المعارضة السورية)، والتي هي ضد الراديكالية.

### موضوعات ذات صلة
- ثورة
- فلول
- إدموند بيرك
- يوليوس إيفولا
- استعراش مييجي
- موالي (ثورة أمريكية)
- ما قبل الثورة الفرنسية (مصطلح)
- مكافحة التمرد